# Polyalthia suaveolens
Polyalthia suaveolens är en kirimojaväxtart som beskrevs av Adolf Engler och Friedrich Ludwig Diels. Polyalthia suaveolens ingår i släktet Polyalthia och familjen kirimojaväxter. Inga underarter finns listade i Catalogue of Life.